# Дерліс Гомес
Дерліс Гомес (ісп. Derlis Gómez, нар. 2 листопада 1972, Асунсьйон) — парагвайський футболіст, що грав на позиції воротаря.

## Клубна кар'єра
У дорослому футболі дебютував 1991 року виступами за команду «Соль де Америка», в якій провів шість сезонів, вигравши в першому з них з командою чемпіонат Парагваю.
Своєю грою за цю команду привернув увагу представників тренерського штабу клубу «Гуарані» (Асунсьйон), до складу якого приєднався 1997 року. Відіграв за команду з Асунсьйона наступні чотири сезони своєї ігрової кар'єри.
У сезоні 2001 року захищав ворота «Лібертада», після чого перейшов до «Спортіво Лукеньйо», де відразу став основним воротарем і зіграв до 2006 року понад 100 матчів за клуб у чемпіонаті, крім того у 2003 році ненадовго здавався в оренду в клуб «12 жовтня». У квітні 2003 року Гомесу було заборонено грати в змаганнях, організованих КОНМЕБОЛ протягом 6 місяців після позитивного тесту на допінг.
Протягом другої половини 2006 року захищав ворота аргентинського клубу «Кільмес», але в команді не закріпився і на початку наступного року повернувся на батьківщину у «Насьйональ», з яким у 2009 року виграв парагвайську Клаусуру.
У сезоні 2001 року грав за «Індепендьєнте» (Асунсьйон), після чого відправився до команди другого дивізіону «Терсеро де Фебреро», де провів ще рік. З 2013 року знову став виступати у клубі «12 жовтня».

## Виступи за збірну
Не маючи у своєму активі жодного матчу за збірну, Гомес був заявлений як запасний воротар на Кубок Америки 1993 року в Еквадорі, де на поле так і не вийшов, а його збірна вилетіла в чвертьфіналі.
Його дебюту в команді довелося почекати ще 12 років. Лише 4 травня 2005 року він дебютував в офіційних матчах у складі національної збірної Парагваю.
Наступного року у складі збірної був учасником чемпіонату світу 2006 року у Німеччині, проте знову був лише третім воротарем і не зіграв у жодній зустрічі.
Останні два матчі провів за збірну у 2008 році. Всього протягом кар'єри у національній команді, яка тривала 4 роки, провів у формі головної команди країни лише 7 матчів.

## Досягнення
- Чемпіон Парагваю (2): 1991, 2009 (Клаусура)